# Индигская губа
И́ндигская губа́ — залив Баренцева моря Северного Ледовитого океана, в устье реки Индига.
Относится к территории Заполярного района Ненецкого автономного округа Архангельской области России.
Условными границами залива служат полуостров Святой Нос и мыс Бармина. Распадается на две части: зауженный и постепенно расширяющийся на северо-запад эстуарий реки Индиги длиной около 30 км, шириной при входе 37 км и глубиной фарватера 60 м; а затем и более открытую, большей части условную часть Баренцева моря, граничащую с Чёшской губой на юге. В открытой части губы, как раз напротив устья реки Индиги расположен небольшой остров Тиунец.
В эстуарий и губу также впадают несколько других рек: Вырэй (слева), Лисья и Янгаяха (справа), Малая Щелиха (справа) и др. Их сток круглогодичен. Берега бухты высотой 20-40 м, причём низкие участки свободны от многолетней мерзлоты. В водах ведётся промысел сельди.
Гидрологический режим Индигской губы находится под влиянием Канинского тёплого течения — ветви Гольфстрима, температура которого составляет +9 °C. Солёность воды очень высокая. Ледовый покров с ноября по июнь.
В бухте полностью отсутствуют речные паводки, высота прилива не превышает 2 м, максимальный зафиксированный нагонный подъём воды составил 3,8 м.
С советских времён существует проект по созданию в Индигской губе крупного морского порта для доступа к освоению богатых ресурсов региона. В пользу строительства порта имеется несколько факторов — хорошая защищённость бухты от ветров, достаточная глубина для приёма судов с любой осадкой, благоприятная ледовая обстановка. В начале 2020-х проект был возрождён.